# Station Niepoczołowice
Station Niepoczołowice is een spoorwegstation in de Poolse plaats Niepoczołowice.